# Ogień grecki

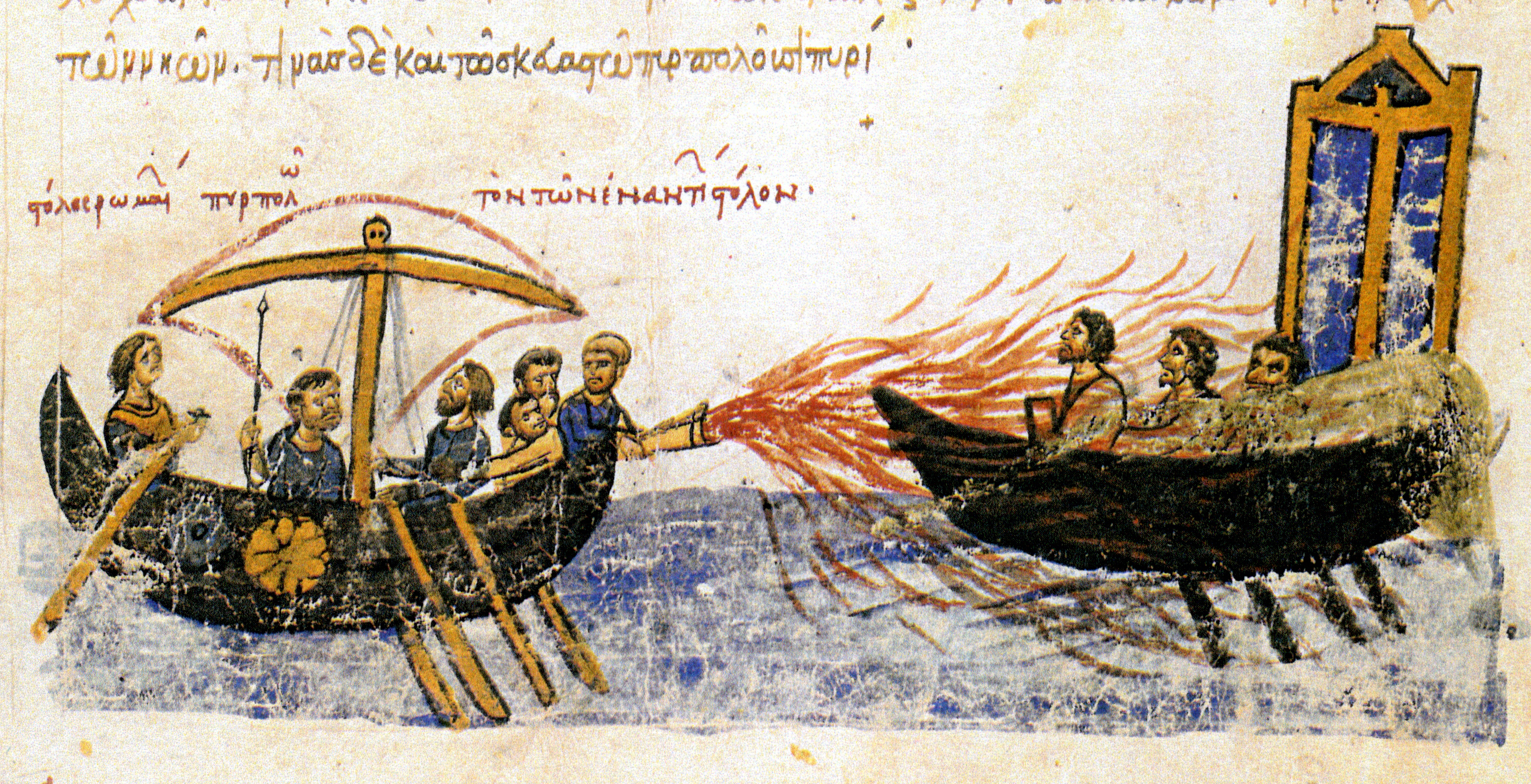
Użycie ognia greckiego (bizantyńskiego) według manuskryptu bizantyńskiego z XIV wieku

Ogień grecki – łatwopalna mieszanina, uważana za pierwowzór napalmu. Ogień grecki zwany jest też ogniem bizantyjskim (sami Bizantyńczycy zwali go rzymskim lub morskim, nazwa grecki jest późniejsza). Zapewne znany był w starożytności, a udoskonalony w czasach Bizancjum.

## Skład

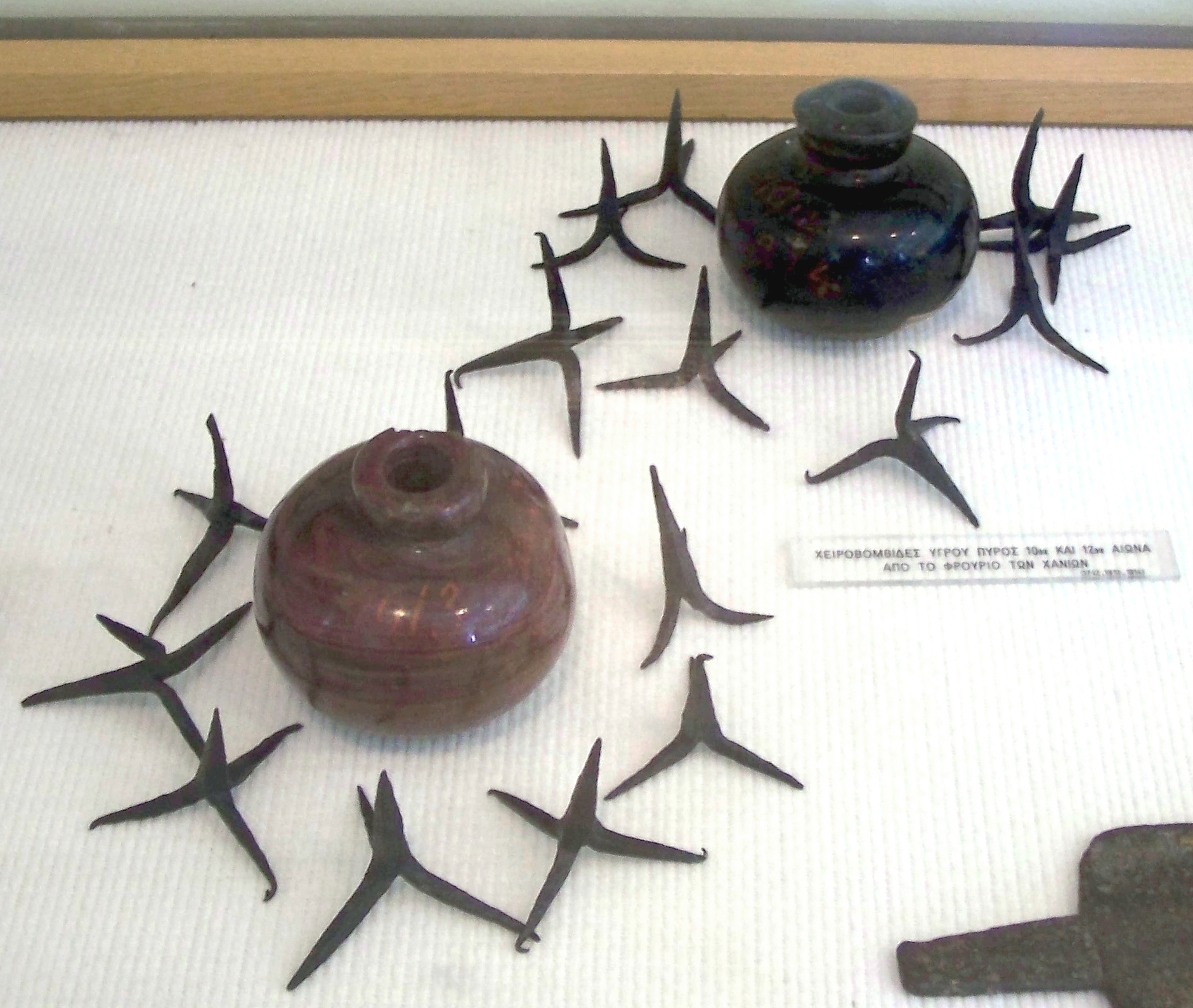
Pojemniki na mieszaninę łatwopalną, X–XII wiek, Chania, Kreta

Produkcja i skład mieszanki otoczone były w Cesarstwie Bizantyńskim tajemnicą. Za jej ujawnienie groziła w Cesarstwie kara śmierci, co podobno zapisano na jednej z brązowych tablic w świątyni Hagia Sophia. Prawdopodobnie była to mieszanina oleju lub ropy naftowej i smoły, siarki, saletry, soli kamiennej, żywicy i wapna palonego. Cechą charakterystyczną tej mieszaniny mógł być zapłon przy kontakcie z wodą morską, co zawdzięczał zawartości wapna palonego, którego reakcja z wodą wytwarza duże ilości ciepła. Ropa naftowa mogła pochodzić z terenów położonych nad Morzem Czarnym.
Skład do dziś dnia nie został do końca poznany. Być może też „ogień grecki” zapalał się dzięki temu, że na końcu rur, którymi był wyrzucany w kierunku wrogiego okrętu umieszczano źródła ognia (np. pochodnie). Dawałoby to podobny efekt, jak uruchomienie sprayu przed zapaloną zapalniczką. Sądzić można, że ogniem greckim określana była także ropa naftowa rozrzucana na okręty wroga niczym koktajle Mołotowa.

## Wynalezienie
Za datę wynalezienia przyjmuje się 29 kwietnia 674 roku w czasie oblężenia Konstantynopola przez wojska kalifa Damaszku, a jego powstanie przypisywane jest syryjskiemu architektowi i chemikowi Kalinnikosowi z Helipolis (nie wiadomo, czy była to zupełnie nowa mieszanka, czy – jak raczej należałoby przypuszczać – Kalinnikos bazował na doświadczeniach starożytnych Greków). Do budowy miotaczy Kalinnikos mógł użyć konstrukcji zaprojektowanych przez Ktesibiosa. Starszy zapis o użyciu ognia greckiego (bizantyjskiego) pochodzi bowiem z kroniki Teofanesa z 671 roku. Nie zdradzał on składu chemicznego, a pisał jedynie o skutkach jego użycia przeciwko okrętom arabskim. Stąd Kalinikos raczej udoskonalił skład i metody rażenia tą bronią i jemu przypisuje się wynalezienie ognia greckiego – zwanego bizantyjskim.

## Użycie

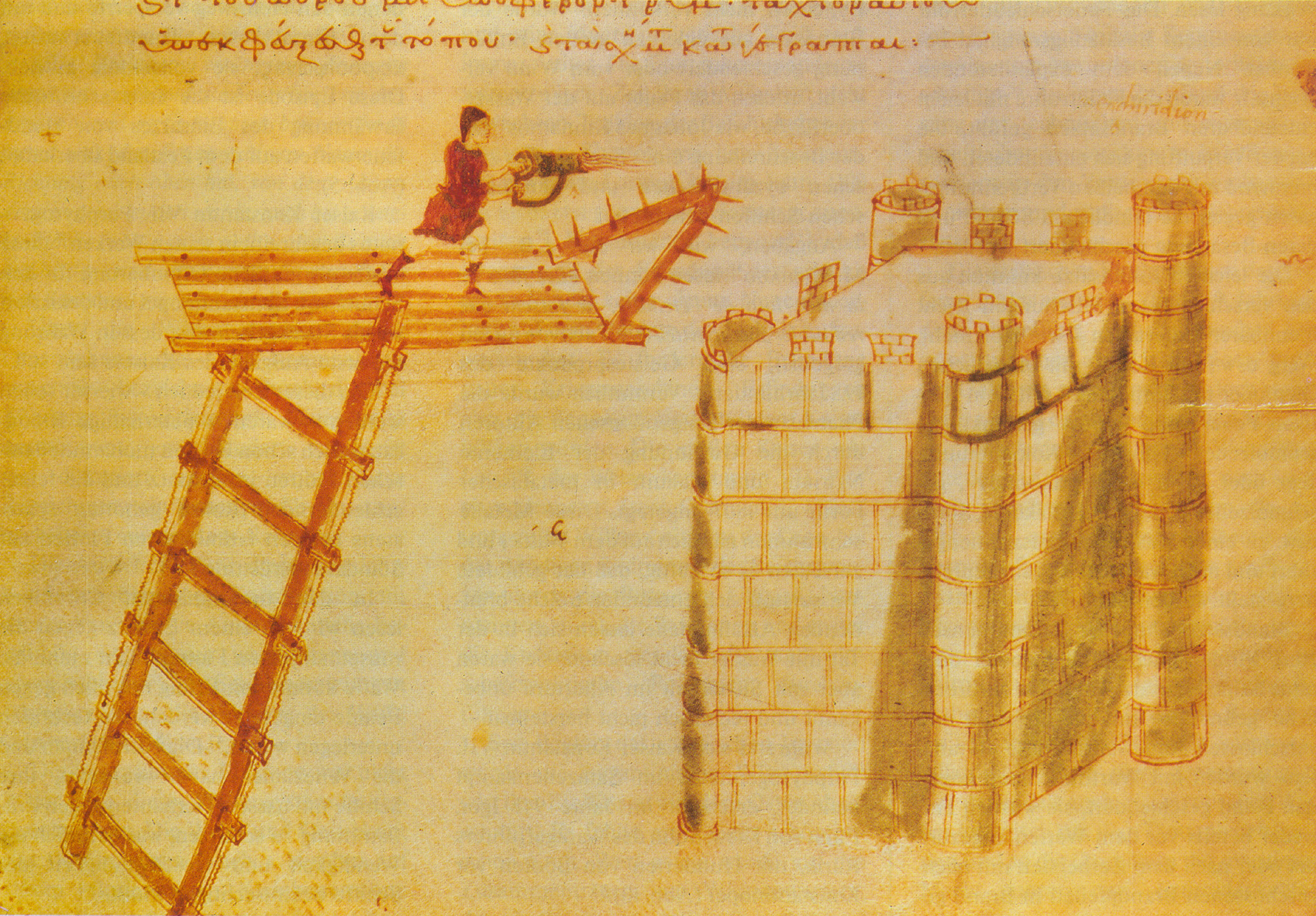
Użycie ognia greckiego za pomocą ręcznego syfonu

Broń ta była miotana na różne sposoby, przy wykorzystaniu:
- machin neurobalistycznych, balist i katapult, w beczkach lub kulach, bądź mieszankę wylewano z naczyń przez miedziane rury zarówno na lądzie, jak i na morzu;
- rur – miotaczy ognia, z których przy pomocy substancji miotającej sporządzanej na bazie saletry wydmuchiwano „ogień” na odległość być może aż do 75 metrów, choć odległość ta może wydawać się przesadzona.

Nasycano nią także pociski machin miotających.
Jeśli chodzi o skutki użycia tej broni, przykładem może być bitwa morska w roku 678. Wówczas to Bizantyjczycy, mając do dyspozycji flotę uzbrojoną w „garnki ogniste i syfony”, spalili flotę arabską, ostatecznie niwecząc arabskie próby zdobycia Konstantynopola. Z tego też względu powszechnie przypisuje się ogniowi greckiemu ocalenie Konstantynopola podczas arabskich ataków na to miasto za panowania Konstantyna IV.
Do XII wieku Bizancjum miało monopol na stosowanie ognia greckiego. Łacinnikom, którzy zdobyli Konstantynopol, ani Arabom nie udało się w pełni poznać tajników produkcji „ognia greckiego”. Dziś również nie udaje się dokładnie określić składu chemicznego ognia greckiego oraz sposobu, w jaki potrafiono miotać go pod odpowiednio dużym ciśnieniem na znaczną odległość. Co więcej, podawane przepisy są bardzo rozbieżne. Według żyjącego w XIII wieku Marka Greka, ogień grecki składał się z siarki, kamienia winnego, smoły, soku mlecznego i saletry. Inni historycy skłaniają się ku wersji, iż była to mieszanina ropy naftowej, żywicy, smoły, olejów, soków roślinnych i metali. Pod uwagę brany jest także tlenek wapnia (tzw. wapno palone), który powodował, że substancja zapalała się w zetknięciu z wodą (i w tej wersji miał być to ściślej „ogień bizantyjski”).
Również w późniejszych wiekach stosowano ogień grecki. W XII w. znane były następujące przepisy:
- „jedną część kalafonii, jedną część siarki, sześć części saletry dobrze sproszkowanych rozrobić w oleju lnianym lub laurowym, a następnie umieścić w metalowym naczyniu”;
- „jedną część siarki, dwie części węgla lipowego lub wierzbowego, sześć części saletry utłuc w marmurowej stępie i wymieszać”[a].

Ostatni opisany w źródłach przypadek użycia ognia greckiego datowany jest na rok 1187, w czasie powstania Aleksego Branasa.